# Apterostigma epinotale
Apterostigma epinotale är en myrart som beskrevs av Weber 1937. Apterostigma epinotale ingår i släktet Apterostigma och familjen myror. Inga underarter finns listade.